# Liste des Gouverneurs de Madhya Pradesh
Cet article dresse la liste des Gouverneurs de l'État indien de Madhya Pradesh.

## Gouverneurs de Madhya Pradesh
| #  | Nom                           | Date de prise de fonction | Date de fin       |
| 1  | Dr. Pattabhi Sitaramayya      | 1er novembre 1956         | 13 juin 1957      |
| 2  | Hari Vinayak Pataskar         | 14 juin 1957              | 10 février 1965   |
| 3  | K. Chengalaraya Reddy         | 11 février 1965           | 2 février 1966    |
| 4  | P. V. Dixit (intérim)         | 2 février 1966            | 9 février 1966    |
| 5  | K. Chengalaraya Reddy         | 10 février 1966           | 7 mars 1971       |
| 6  | S. N. Sinha                   | 8 mars 1971               | 13 octobre 1977   |
| 7  | N. N. Wanchu                  | 14 octobre 1977           | 16 août 1978      |
| 8  | C. M. Poonacha                | 17 août 1978              | 29 avril 1980     |
| 9  | B. D. Sharma                  | 30 avril 1980             | 25 mai 1981       |
| 10 | G. P. Singh (intérim)         | 26 mai 1981               | 9 juillet 1981    |
| 11 | B. D. Sharma                  | 10 juillet 1981           | 20 septembre 1983 |
| 12 | G. P. Singh (intérim)         | 21 septembre 1983         | 7 octobre 1983    |
| 13 | B. D. Sharma                  | 8 octobre 1983            | 14 mai 1984       |
| 14 | Kizhekethil Chandy            | 15 mai 1984               | 30 novembre 1987  |
| 15 | Narayan Dutta Ojha (intérim)  | 1er décembre 1987         | 29 décembre 1987  |
| 16 | Kizhekethil Chandy            | 30 décembre 1987          | 30 mars 1989      |
| 17 | Sarla Grewal                  | 31 mars 1989              | 5 février 1990    |
| 18 | M. A. Khan                    | 6 février 1990            | 23 juin 1993      |
| 19 | Mohammad Shafi Qureshi        | 24 juin 1993              | 21 avril 1998     |
| 20 | Bhai Mahavir                  | 22 avril 1998             | 6 mai 2003        |
| 21 | Ram Prakash Gupta             | 7 mai 2003                | 1er mai 2004      |
| 22 | Lt. Gen. K. M. Seth (intérim) | 2 mai 2004                | 29 juin 2004      |
| 23 | Balram Jakhar                 | 30 juin 2004              | 29 juin 2009      |
| 24 | Rameshwar Thakur              | 30 juin 2009              | 7 septembre 2011  |
| 25 | Ram Naresh Yadav              | 8 septembre 2011          | 7 septembre 2016  |
| 26 | Om Prakash Kohli              | 8 septembre 2016          | 23 janvier 2018   |
| 27 | Anandiben Patel               | 23 janvier 2018           | 28 juillet 2019   |
| 28 | Lalji Tandon                  | 29 juillet 2019           | 21 juillet 2020   |

### Source de la traduction
- (en) Cet article est partiellement ou en totalité issu de l’article de Wikipédia en anglais intitulé « List of Governors of Madhya Pradesh » (voir la liste des auteurs).